# Державний гімн (Чорне дзеркало)
«Державний гімн» — перший епізод першого сезону британського науково-фантастичного телесеріалу-антиутопії «Чорне дзеркало». Сценарій написав творець серіалу Чарлі Брукер, режисером виступив Отто Бетгерст. Епізод вперше вийшов в ефір на каналі Channel 4 4 грудня 2011.
Епізод отримав дуже позитивні відгуки.

## Сюжет
Британський прем'єр-міністр Майкл Келлоу (Рорі Кіннір) опиняється у шоковій ситуації, коли принцеса Сюзанна (Лідія Вілсон), улюблениця народу, виявляється викраденою. Задля її порятунку терористи вимагають, аби прем'єр-міністр зґвалтував свиню у прямому ефірі телебачення. Келлоу опирається цій перспективі, відчайдушно намагаючись знайти принцесу до дедлайну. Також він намагається приховати факт викрадення, проте відеопопередження терористи розміщують на YouTube. Британські медіа домовляються мовчати про це, проте інформація потрапляє до іноземних медіа, які роблять із цього сенсацію, тож британським журналістам теж мовчати немає сенсу. Громадськість підтримує Келлоу та не вимагає від нього виконувати вимоги терористів.
Міністр внутрішніх справ Алекс Кернс (Ліндсі Дункан) намагається підлаштувати зйомку з актором, на обличчя якого за допомогою комп'ютерної графіки має бути перенесено обличчя прем'єр-міністра. Викрадач дізнається про план і розсилає у редакції медіа відео, де він відрубує палець принцесі. Історія про це поширюється, і люди змінюють своє ставлення до Келлоу, тепер вимагаючи від нього виконати те, що кажуть терористи. Його дружина Джейн (Анна Вілсон-Джонс) благає цього не робити. Келлоу розпочинає рятувальну операцію у будівлі, де, як він вважає, перебуває принцеса. Проте цей слід виявляється підставою, а під час операції поранено журналіста, тож Келлоу ще більше втрачає підтримку населення.
Келлоу повідомляють, що партія, народ та королівська сім'я вимагають від нього врятувати принцесу, а в разі відмови ніхто не зможе захистити його та його сім'ю від наслідків. Прем'єр-міністр змушений на очах у всієї країни зґвалтувати свиню. В цей час принцесу випускають на вулицю; стає зрозуміло, що відрізаний палець належав викрадачу. З'ясовується, що її відпустили до дедлайну, але ніхто цього не помітив, оскільки всі були прикуті до екранів. Стає зрозуміло, що цю акцію спланував володар премії Тернера Карлтон Блум, таким чином висловлюючи думку, що важливі події просковзають під носом у народу та уряду, поки вони десь в іншому місці дивляться на екрани. Після завершення трансляції Блум накладає на себе руки. Уряд приймає рішення не повідомляти нікому, що Сюзанну випустили ще до трансляції.
За рік після інциденту, політичний імідж Келлоу не постраждав, і навпаки покращився в очах народу. Принцеса Сюзанна одужала після викрадення і очікує на дитину. Людям відомо про особу викрадача. Попри зростання популярності серед людей, Келлоу досі не може порозумітися із дружиною, яка ходить із ним на публічні заходи, проте не спілкується у приватних обставинах.

## Критика
The A.V. Club поставив епізоду оцінку «A», написавши: «Геніальність Чорного дзеркала у тому, як тонко воно вибудовано, що ти навіть не ставиш собі запитань про передісторію подій чи щодо дрібних прогалин у сюжеті. Кожен поворот виглядає органічним, кожне рішення — раціональним. Для пошуку викрадачів докладено усіх зусиль, але, звісно ж, вони зобов'язані провалитись. Преса стурбована тим, як реагувати на таку божевільну історію, але їх спонукають до дій соціальні мережі та невимовна сила інтернету».
The Telegraph оцінив епізод на 4/5, коментуючи: «Безперечно, незаймана територія. Це була шалено дивовижна ідея. Сатира була така нахабна, що змусила мене сидіти з відкритим ротом і верещати. Точно як та нещасна свиня».

## Свиногейт
У вересні 2015 були опубліковані заяви, що нібито Девід Кемерон, який на той момент був прем'єр-міністром, будучи студентом, помістив свою «приватну частину» до рота мертвої свині як частину обряду ініціації. Чарлі Брукер запевнив, що не знав про цю історію раніше. Деякі користувачі Twitter почали використовувати гештеґ #Snoutrage, який з'являвся в цьому епізоді. Звичною назвою цієї історії стало Свиногейт.

## Виноски
1. ↑  В епізоді 3 сезону «Заціпся і танцюй» коротко показано заголовок новини, у якій йдеться, що на момент подій цієї серії подружжя Келлоу розлучається[1].